# Wappenmantel
Wappenmantel und Wappenzelt (auch als Pavillon oder Thronzelt bezeichnet) sind ein heraldisches Prachtstück.

## Wappenmantel
Der Wappenmantel ist ein ausgebreiteter prachtvoll gestalteter Umhang, der oben mit einer Rangkrone zusammengehalten wird und einen Wappenschild umschließt. Er war den fürstlichen Wappen des Hochadels vorbehalten. Außen wird er meist in den heraldischen Farben rot oder purpurn dargestellt. Die Innenseite aus Pelzwerk ist regelgerecht das heraldische Hermelin (Hermelinfell als Symbol des kaiserlichen, königlichen oder und fürstlichen Standes). Aber auch andere heraldische Farben finden oft Verwendung. Zur Pracht werden die Ränder mit goldenen Fransen besetzt und goldene Quastenschnüre runden den Wappenmantel ab. Anstelle der Helmdecken den Wappenmantel zu verwenden, ist unheraldisch.

Wappenmantel im Wappen des Fürstentums Liechtenstein
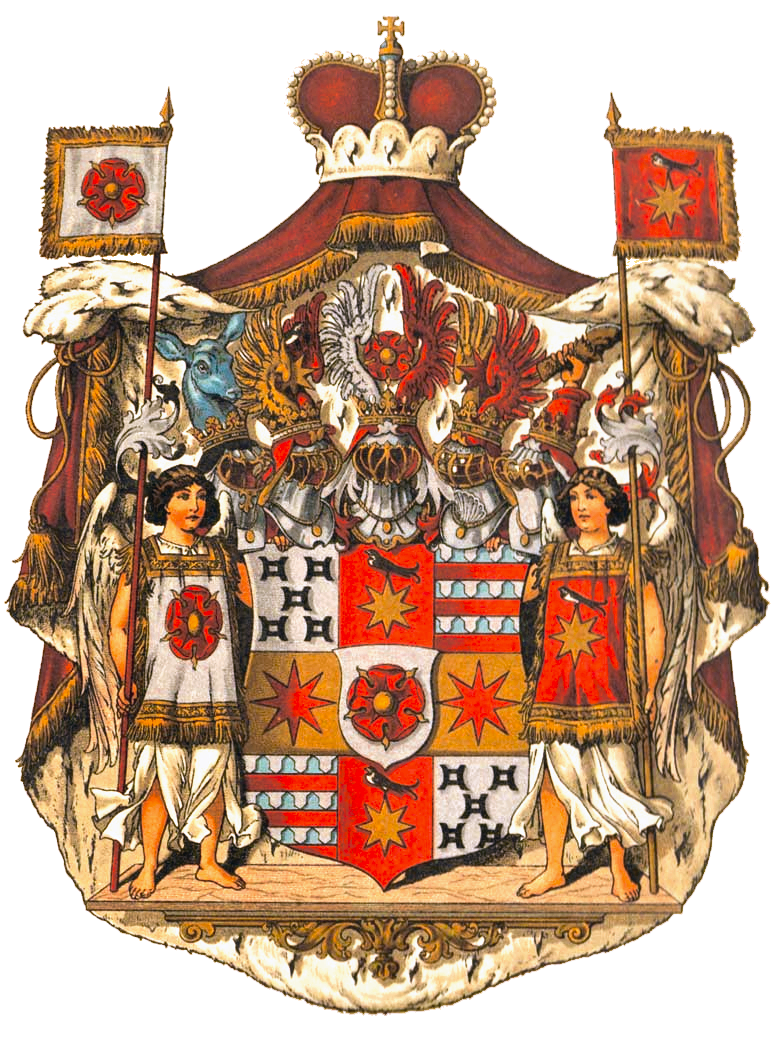
Wappenmantel im fürstlich lippeschen Wappen
Wappenmantel im Großen Belgischen Staatswappen
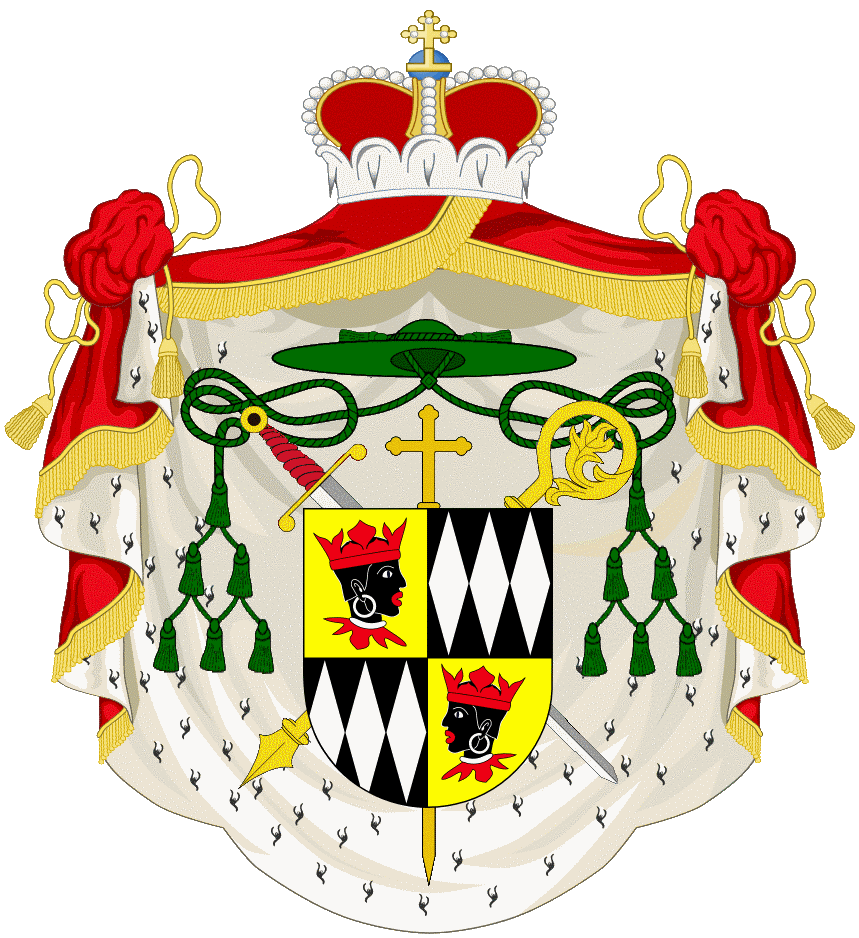
Wappenmantel im Wappen des Johann Franz Eckher von Kapfing als Fürstbischof von Freising

## Wappenzelt

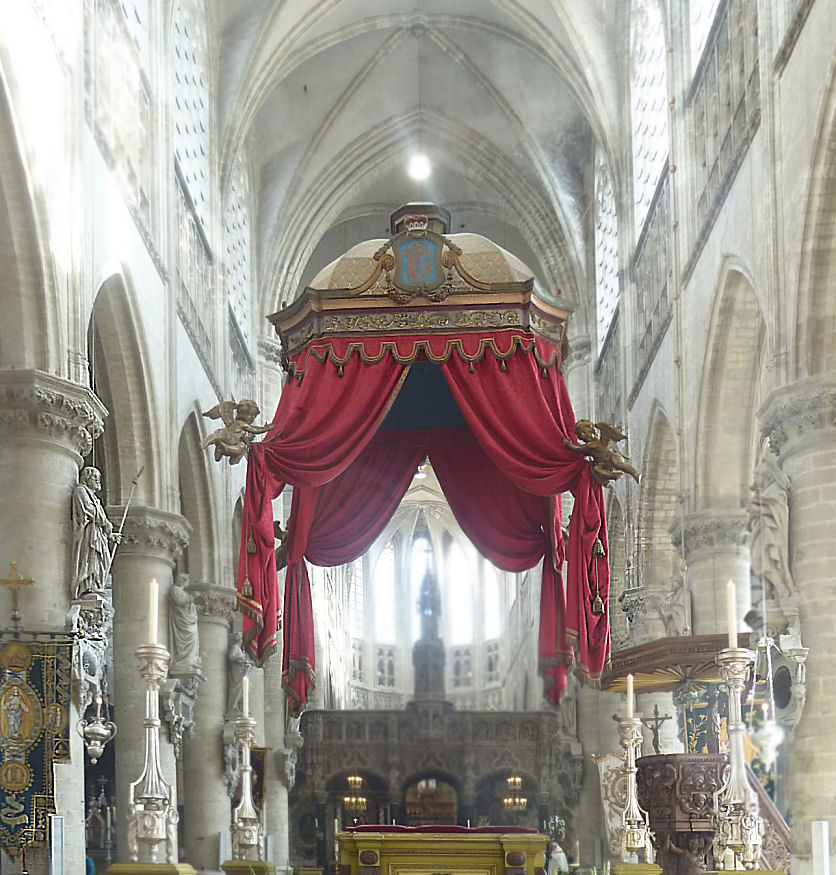
Frei hängender Baldachin als Ziborium über dem Altar von Sankt Gummarus in Lier (Belgien)

Das Wappenzelt umschließt ebenfalls das gesamte Wappen – also Postament, Schildhalter, Wappenschild usw. – und ist ein bekrönter Baldachin. Eine andere Bezeichnung ist Purpurbaldachin. Seine Außenseiten (innen und außen dem Wappenmantel gleich) werden oft mit dem Hauptwappen belegt oder besät. Beispiel ist in Preußen der Adler und in Frankreich die Lilie, welche die Außenseite schmücken. König Friedrich I. führte wohl das Wappenzelt in Preußen ein. Vorher war es in Frankreich aber schon im Gebrauch. Datieren muss man die heraldische Besonderheit auf etwa 1680.
In der napoleonischen Heraldik waren die Lilien auf dem Prachtstück durch Bienen ersetzt und je nach Adelsrang abweichend drapiert und mit Toque gekrönt.

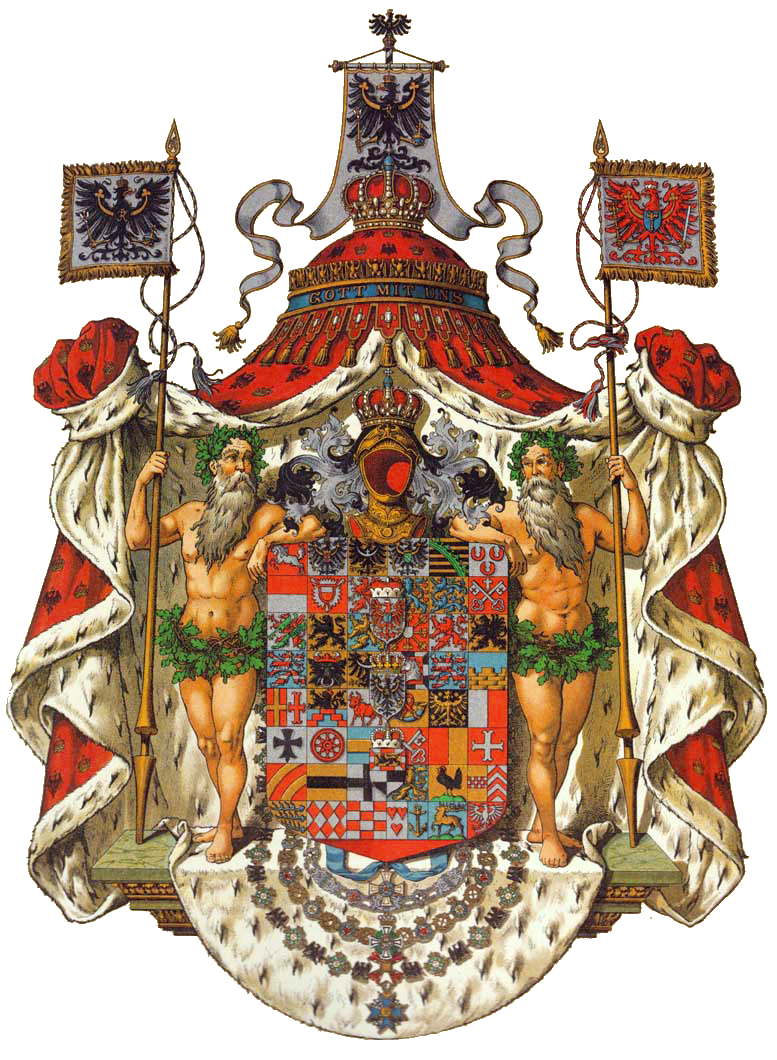
Wappenzelt und Wappenmantel im Großen Wappen Preußens
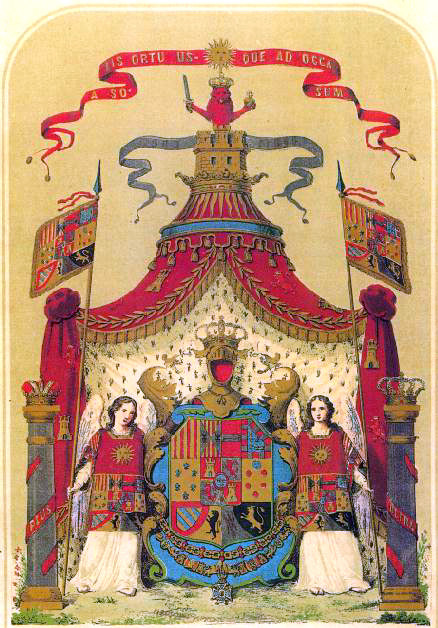
Wappenzelt und Wappenmantel im Großen Spanischen Staatswappen, historische Form
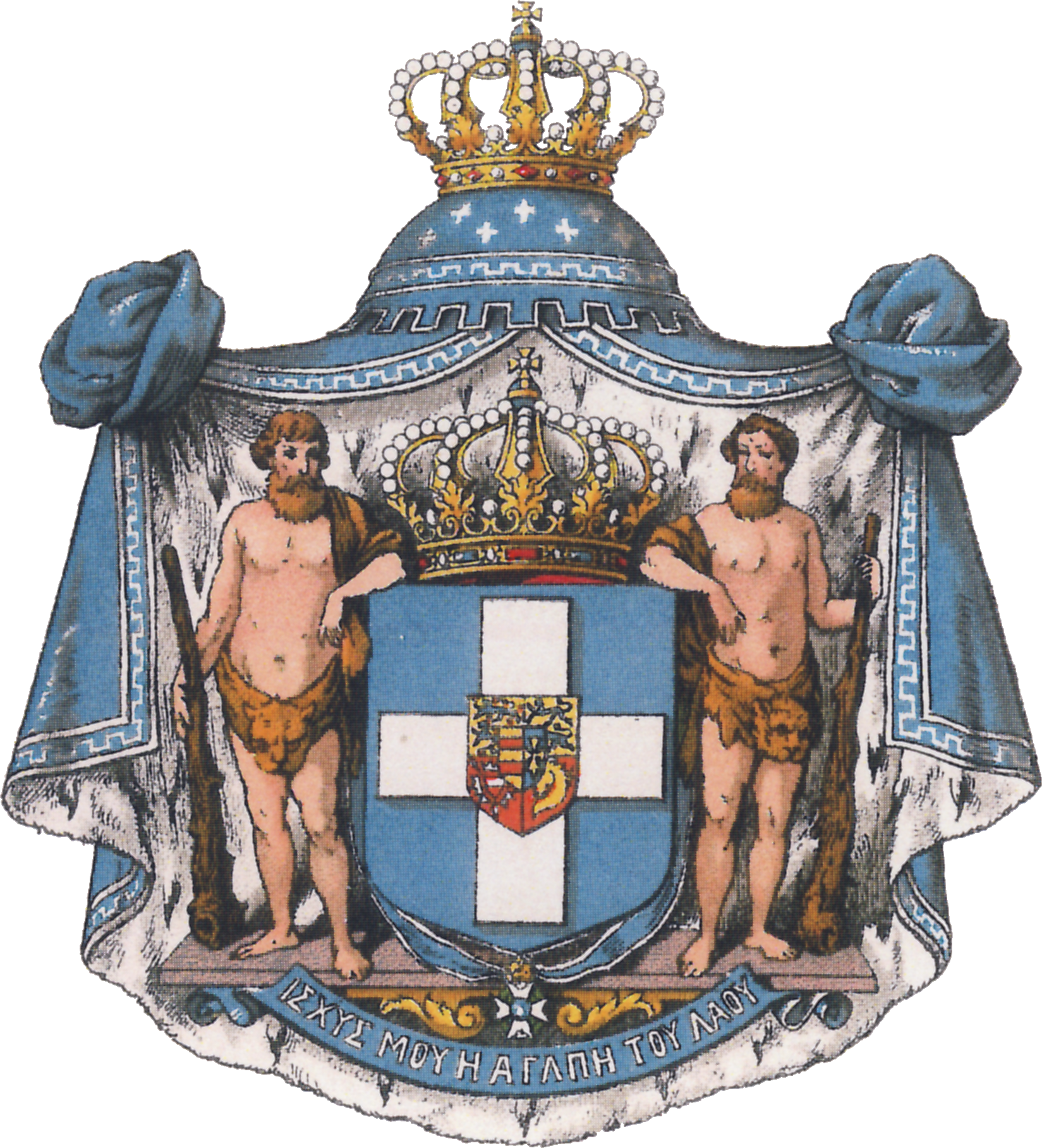
Wappenzelt und Wappenmantel Haus Glücksburg, Königreich Griechenland
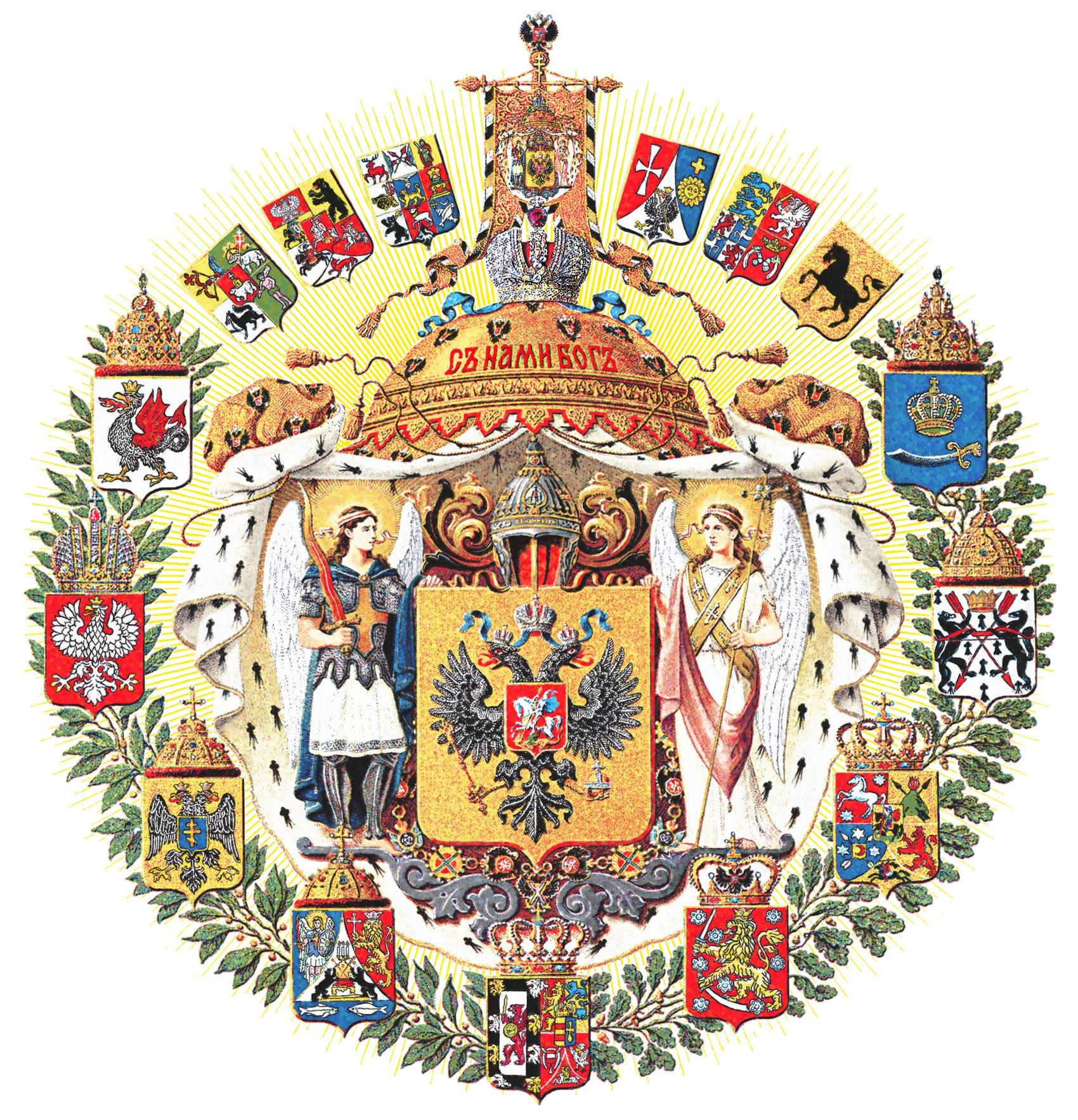
Wappenzelt und Wappenmantel im Großen Wappen des Russischen Kaiserreichs